# Ophiacantha vepratica
Ophiacantha vepratica är en ormstjärneart som beskrevs av George Richard Lyman 1878. Ophiacantha vepratica ingår i släktet Ophiacantha och familjen knotterormstjärnor. Inga underarter finns listade i Catalogue of Life.